# Lyckliga Jim
Lyckliga Jim (engelska: Lucky Jim) är en roman från 1954 av den engelske författaren Kingsley Amis. Den handlar om en ung universitetslärare i medeltidshistoria som kämpar med sin vantrivsel i en pseudointellektuell akademisk miljö. Berättelsen är humoristisk och var författarens romandebut. En svensk översättning av Birgitta Hammar och Vanja Lantz gavs ut 1956.
Boken mottog Somerset Maugham-priset. En filmatisering i regi av John Boulting och med Ian Carmichael i huvudrollen hade premiär 1957.